# Leptoptilos falconeri
Leptoptilos falconeri — викопний вид птахів сучасного роду марабу (Leptoptilos) родини лелекових (Ciconiidae), що існував впродовж пліоцену.

## Назва
Вид названо на честь Анрі Фалконера, який знайшов типовий зразок на пагорбах Сівалік в Індії.

## Скам'янілості
Викопні рештки птаха знайдено в Індії, Єгипті, Чаді, Ефіопії та Кенії.

## Опис
За підрахунками Leptoptilos falconeri сягав до 2 м заввишки та важив 20 кг. Серед решток трапляються і менші за розмірами зразки. Можливо, ці рештки належать самицям. Крила птаха були короткими, тому, ймовірно, він не міг далеко літати. З іншого боку його ноги були досить міцними, що вказує на більш наземний спосіб життя.